# Furuträsket (Överkalix socken, Norrbotten, 740343-181108)
Furuträsket är en sjö i Överkalix kommun i Norrbotten och ingår i Kalixälvens huvudavrinningsområde. Sjön har en area på 0,295 kvadratkilometer och ligger 186 meter över havet. Sjön avvattnas av vattendraget Pilkbäcken.
Sjön ligger i naturreservatet Brändknösarna.

## Delavrinningsområde
Furuträsket ingår i det delavrinningsområde (739318-181633) som SMHI kallar för Mynnar i Alsån. Medelhöjden är 135 meter över havet och ytan är 41,88 kvadratkilometer. Det finns inga avrinningsområden uppströms utan avrinningsområdet är högsta punkten. Pilkbäcken som avvattnar avrinningsområdet har biflödesordning 3, vilket innebär att vattnet flödar genom totalt 3 vattendrag innan det når havet efter 99 kilometer. Avrinningsområdet består mestadels av skog (82 procent) och sankmarker (13 procent). Avrinningsområdet har 0,29 kvadratkilometer vattenytor vilket ger det en sjöprocent på 0,7 procent.